# Halichoeres papilionaceus
Halichoeres papilionaceus (Valenciennes, 1839) è un pesce osseo marino appartenente alla famiglia Labridae.

## Distribuzione e habitat
Questa specie è tipica delle zone ricche di vegetazione acquatica. È un pesce costiero, che difficilmente si spinge oltre i 5 m di profondità; spesso vive lungo scogliere e su fondali rocciosi, ma sempre dove alghe e altre piante sono abbondanti. Viene trovato spesso anche nelle barriere coralline. Il suo areale è molto ampio e comprende tutta l'Indonesia e le Filippine, estendendosi a est fino alle Isole Salomone.

## Descrizione
Il corpo è allungato, leggermente compresso sui lati, e raggiunge una lunghezza massima di 12 cm.
Il colore di sfondo è verde, anche se la sua intensità è variabile. Negli adulti sulla testa e sul dorso sono presenti macchie irregolari rosa o rosse con il bordo azzurro, e la pinna caudale ha il bordo nero. La pinna dorsale e la pinna anale sono basse e lunghe, degli stessi colori del corpo.

## Comportamento
Spesso solitario, può formare anche piccoli gruppi.

## Conservazione
Questa specie, diffusa in diverse aree marine protette, non sembra essere minacciata da particolari pericoli e viene quindi classificata come "a rischio minimo" (LC) dalla lista rossa IUCN.